# Lista de linhas de Europa
Lista de linhas de Europa, A maioria das linhas de Europa são nomes de personagens e lugares nas lendas de Cadmo e Europa; outras têm o nome de importantes fileiras de pedra megalíticas construídas pelos povos neolíticos da Bretanha e França.
| Linha              | Nome de                             |
| ------------------ | ----------------------------------- |
| Linha Adonis       | Adônis                              |
| Linha Agave        | Agave                               |
| Linha Agenor       | Agenor                              |
| Linha Alphesiboea  | Alphesiboea                         |
| Linha Androgeos    | Androgeu                            |
| Linha Argiope      | Argiope                             |
| Linha Asterius     | Astério                             |
| Linha Astypalaea   | Astypalaea                          |
| Linha Autonoë      | Autônoe                             |
| Linha Belus        | Belo                                |
| Linha Butterdon    | Butterdon Hill, Inglaterra          |
| Linha Cadmus       | Cadmus                              |
| Linha Chthonius    | Chthonius                           |
| Linha Corick       | Corick, Irlanda do Norte            |
| Linha Drizzlecomb  | Drizzlecombe, Inglaterra            |
| Linha Drumskinny   | Drumskinny, Irlanda do Norte        |
| Linha Echion       | Equionte                            |
| Linha Euphemus     | Eufemo                              |
| Linha Glaukos      | Glauco                              |
| Linha Harmonia     | Harmonia                            |
| Linha Hyperenor    | Hyperenor                           |
| Linha Ino          | Ino                                 |
| Linha Katreus      | Katreus                             |
| Linha Kennet       | West Kennet Long Barrow, Inglaterra |
| Linha Libya        | Libya                               |
| Linha Mehen        | Mehen, Bretanha                     |
| Linha Merrivale    | Merrivale, Inglaterra               |
| Linha Minos        | Minos                               |
| Linha Onga         | Onga                                |
| Linha Pelagon      | Pelagon                             |
| Linha Pelorus      | Pelorus                             |
| Linha Phineus      | Fineu                               |
| Linha Phoenix      | Phoenix, irmão de Agenor            |
| Linha Rhadamanthys | Radamanto                           |
| Linha Sarpedon     | Sarpedão, filho de Europa           |
| Linha Sharpitor    | Sharpitor, Inglaterra               |
| Linha Sparti       | Esparta                             |
| Linha Staldon      | Stalldown Barrow, Inglaterra        |
| Linha Tectamus     | Tectamus                            |
| Linha Telephassa   | Teléfassa                           |
| Linha Thasus       | Thasus                              |
| Linha Thynia       | Tínia                               |
| Linha Tormsdale    | Tormsdale, Escócia                  |
| Linha Udaeus       | Udaeus                              |
| Linha Yelland      | Yelland, Inglaterra                 |